# Ett ord för blod
Ett ord för blod är  Faysa Idles debutverk. Den gavs ut i september 2023 på Lind & Co.
Boken är en självbiografi skriven av Daniel Fridell och Theodor Lundgren baserad på Faysa Idle's berättelser. Den skildrar hennes ständigt problematiska uppväxt i en kriminell miljö med bröder och föräldrar, där hon fick uppleva att både en bror och många nära vänner blev mördade.
Den är också en bok om en kultur som skapats i en invandrartät miljö, där människorna eller deras föräldrar rest eller flytt från länder där krig och konflikt varit vardag. Boktiteln är hämtad från bokens text.
Ett ord för blod fick positiva recensioner och rönte stor uppmärksamhet i ett antal större medier. Detta inkluderar Svenska Dagbladet, Dagens Nyheter, TV4, Lundströms bokradio och brittiska The Guardian.
Faysa Idle signerade sin bok under Bokmässan i Göteborg 2023. Den finns även utgiven som ljud- och E-bok.

## Utgivning
- Idle, Faysa; Fridell Daniel, Lundgren Theodor (2023). Ett ord för blod. Stockholm: Lind & Co. ISBN 9789180185844